# Dahlia ochracea
Dahlia ochracea là một loài bướm đêm trong họ Noctuidae.